# Epalpus signifer
Epalpus signifer là một loài ruồi trong họ Tachinidae.